# Garcinia

La Garcinia és un gènere botànic de la família de les Clusiaceae, nadiu d'Àsia, Austràlia, Àfrica tropical i el sud de la Polinèsia. Té entre 50 i 300 espècies d'arbres.
Especies selectes
- Garcinia atroviridis
- Garcinia benthami
- Garcinia cambogia
- Garcinia forbesii
- Garcinia hanburyi
- Garcinia hessii
- Garcinia indica
- Garcinia intermedia
- Garcinia kola
- Garcinia lateriflora
- Garcinia livingstonei
- Garcinia mangostana - Mangostà
- Garcinia merguensis
- Garcinia morella
- Garcinia multiflora
- Garcinia myrtifolia
- Garcinia portoricensis
- Garcinia prainiana
- Garcinia schombucgkiana
- Garcinia tinctoria
- Garcinia xanthochymus